# Life is beautiful (石野真子のアルバム)
『Life is beautiful』（ライフ・イズ・ビューティフル）は、2010年8月1日にリリースされた石野真子のミニ・アルバムである。

## 解説
カムトゥルーレコーズレーベルからリリースされた新譜。2010年夏のライブツアーと同タイトルのアルバムで、年末には、このライブDVDも発売された。

## 収録曲
1. Life is beautiful (instrumental) [2:16]
2. leave me alone [4:01]
3. My Friend! 〜旅に出よう〜 [4:05]
4. clearly [3:57]
5. I'm on vacation [3:47]
6. あなたに届けたい [4:40]
7. 恋する二人 [4:13]
8. 幸せになりましょう [5:12]
9. とおくうたう [4:28]
10. Life is beautiful [3:46]